# 雙忠廟

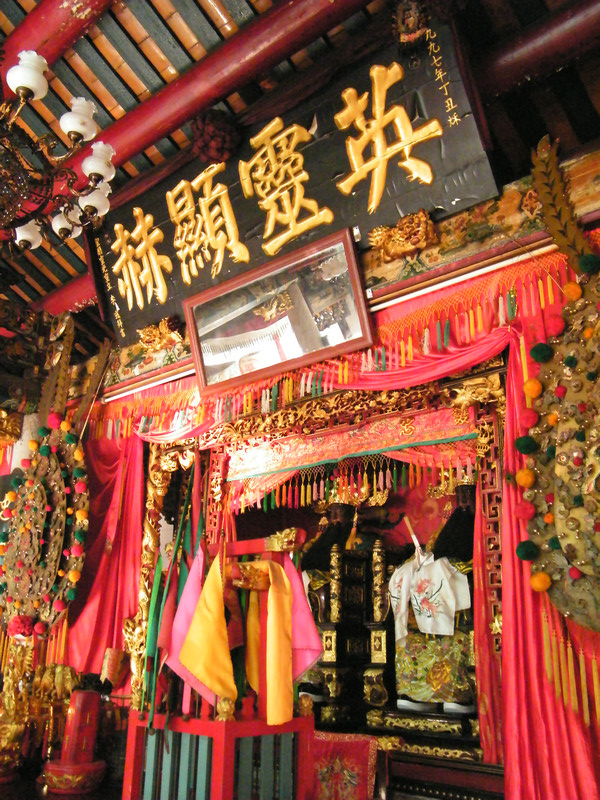
頭達濠巡司埠雙忠古廟英靈顯赫匾額和雙忠神像

雙忠廟，為主祀雙忠神（張巡和許遠）的廟宇，張巡和許遠乃是唐代知名忠臣，其信仰流行於福建、潮汕及臺灣，臺灣的建廟地區主要在大臺北地區，稱集應廟、集順廟、忠順廟等。閩臺部分地區也將雙忠廟稱作翁公廟（俗寫作尪公廟）。

## 潮汕雙忠古廟

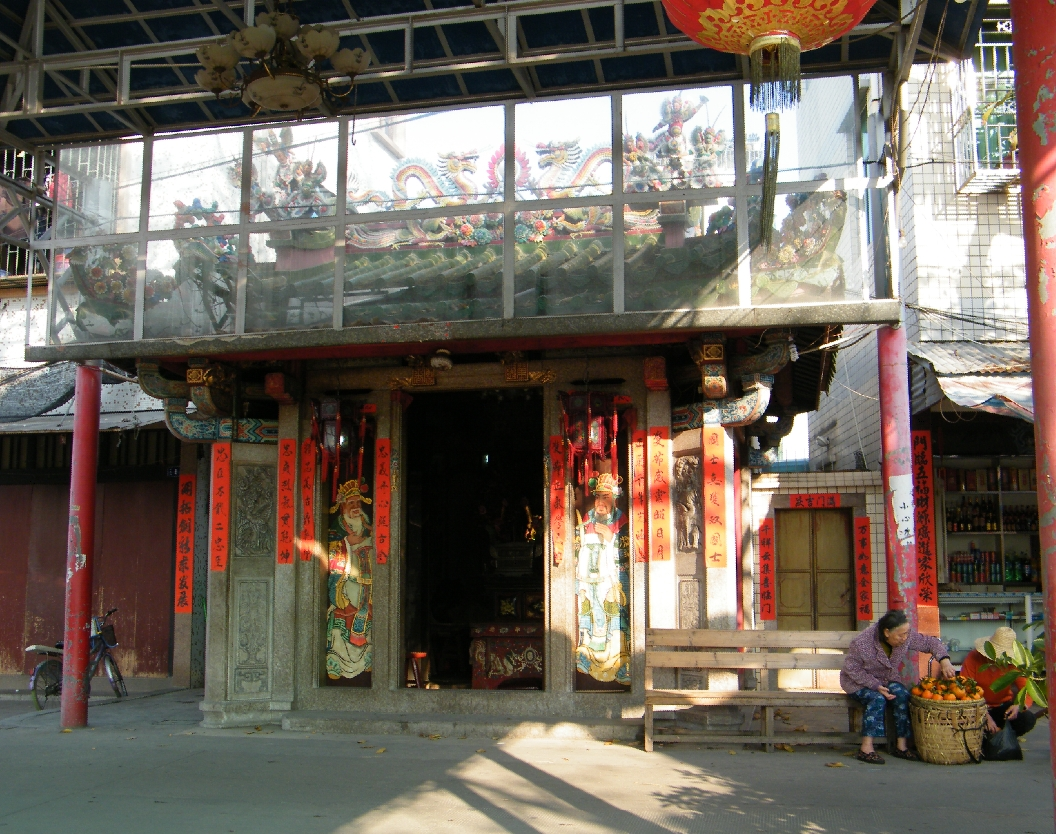
赤港龍田雙忠古廟

### 達濠赤港龍田雙忠古廟
創建於清乾隆二十年（1755年），位於汕頭市濠江區達濠赤港龍田西田路中。建築石構精巧，至今保存完好。

### 達濠巡司埠雙忠古廟
創建於清乾隆四十四年（1779年），位於汕頭市濠江區達濠巡司埠內，為達濠埠商眾所共立。20世紀50年代後曾先後易作達濠抽紗廠工場和達濠鎮二小學校舍，1997年重修予以恢復。建築三進、三開間。大門石匾題“雙忠古廟”，石匾後題“保障濠江”四字，為乾隆四十四年原物。前廳後有抱印亭，中廳和後廳之間有拜亭相聯。後廳主祀張巡、許遠二將，兩旁另祀南霽雲、雷萬春二將。雙忠古廟外兩側有神農聖廟和珍珠娘娘兩廟。
|  |  |  |  |

## 台灣雙忠廟

### 景美集應廟

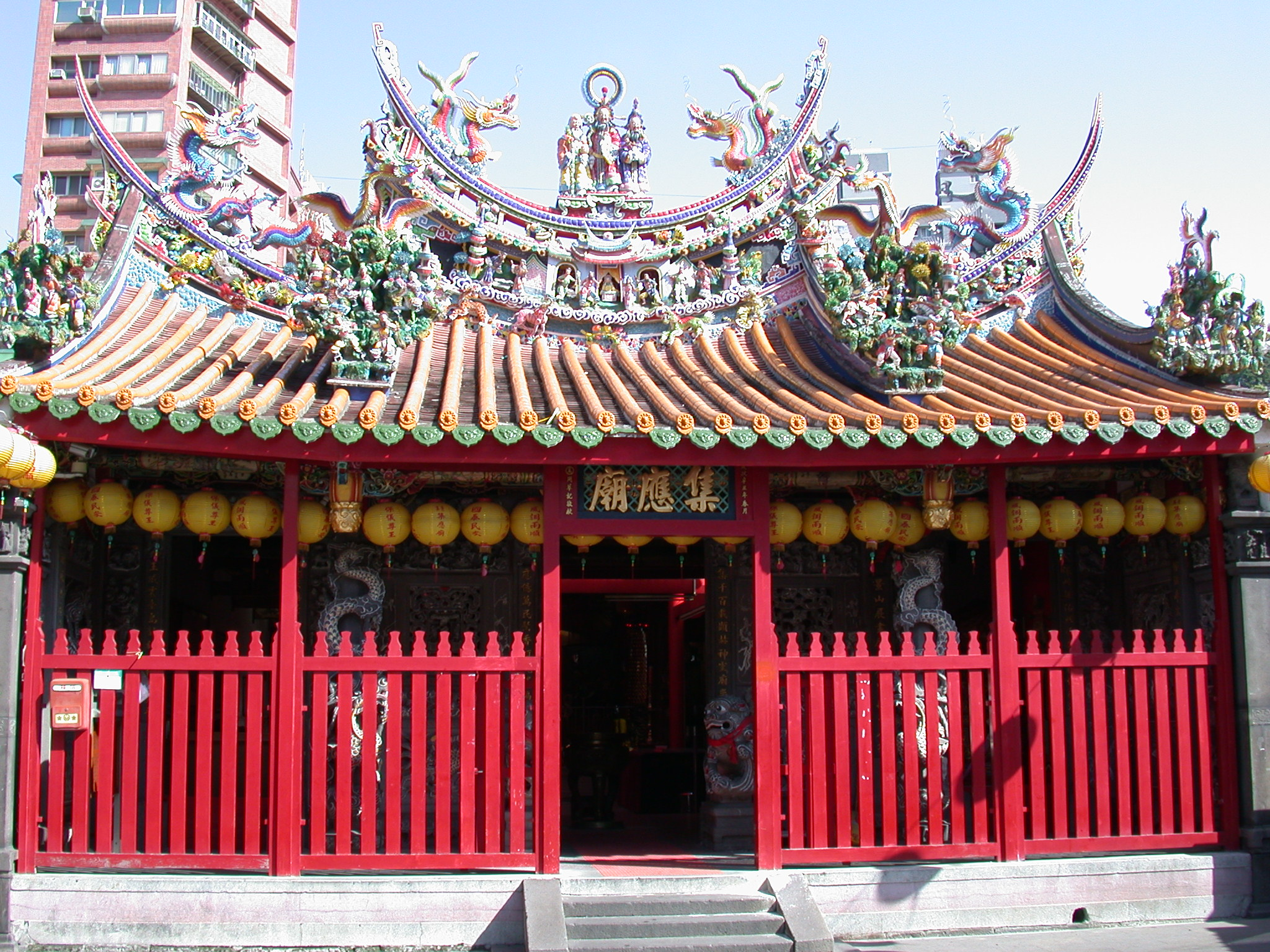
景美集應廟

清聖祖康熙年間，福建省泉州府安溪縣高、林、張三姓人士奉請尪公（保儀尊王）、夫人媽（申國夫人）渡臺開墾，一同奉祀神明。但在頂下郊拚事件後抽籤分家。高姓人士抽得尪公聖像（今日景美集應廟），林姓人士抽得夫人媽聖像（今日萬隆集應廟），張姓人士抽得香爐（今日木柵集應廟）。三姓人士各自請藝師雕塑其餘缺乏之神像，在各地建廟奉祀。
清文宗咸豐十年（1860年）始建，廟址原於竹圍（今景美國小南側操場旁），清穆宗同治六年（西元1867年）遷於現址景美街37號，建築形式二進二廊二護室是臺灣清治時期中型寺廟的代表。1985年由內政部公佈為三級古蹟。

### 萬隆集應廟
林姓人士在清穆宗同治二年（1863年）立廟於三塊厝（今日臺電公司文山區變電所附近），分香自福建安溪大坪集應廟。日治時代大正十年（1921年）由當地士紳林金隆獻地，遷廟建於現址，1947年整修；1985年重建，並將一樓規劃為里民活動中心，二樓以上祀奉神明。

### 木柵集應廟
張姓人士於清德宗光緒甲午年（西元1894年）始建於現址（木柵保儀路76號），分香自福建安溪大坪集應廟。1978年舊地重建二樓廟宇，該廟宇的組織型態為管理委員會制，祭典日期則是每年農曆之二月初五，是木柵地區居民的信仰中心。當地學子時常到本廟祈求考試金榜題名，只要來本廟祈禱的學子考中理想學校，廟方即會辦桌慶祝，俗稱「狀元宴」。淡水義山集應廟、淡水小平頂集應廟與木柵集應廟同屬張姓族人創建，並且建立起完整的九年輪祀制度。

### 木柵忠順廟
日本大正九年（1920年）始建，位於今日台北市文山區，每年農曆四月初七皆會舉辦遶境，是本地宗教盛事。

### 汐止忠順廟
臺灣清治時期，由泉州安溪陳姓移民奉保儀大夫金身在汐止開墾，後由蘇姓仕紳奉祀雙忠的正廳，日本大正十一年（1922年）被徵收，1945年日本投降，汐止仕紳改建為忠順廟。

### 深坑集順廟[1]
清宣宗道光十八年（西元1838年）始建，廟址位於深坑區。早期福建泉州安溪移民來深坑定居時，因為飽受瘟疫與原住民出草攻擊，於是居民便搭建草庵奉祀兩位在安史之亂中捨身為國的大將，期能幫助平定「番亂」，以求合境平安。日治時期將茅草廟宇改為木造房屋，二次世界大戰後改興建磚造廟宇，還奉有關聖帝君、清水祖師、太歲星君、福德正神與全臺名廟六尊媽祖，是深坑庄居民的心靈寄託。

### 石碇集順廟
清宣宗道光十八年（西元1838年）始建，奉祀保儀尊王與純陽祖師，為茶農與礦業工人的守護神。

### 嘉義雙忠廟
清聖祖康熙廿八年（1689年）始建，俗稱元帥廟，廟址位於嘉義市文昌里忠孝路88號，是嘉義市（諸羅城）最早造建的漢人廟宇。